# Rickreall

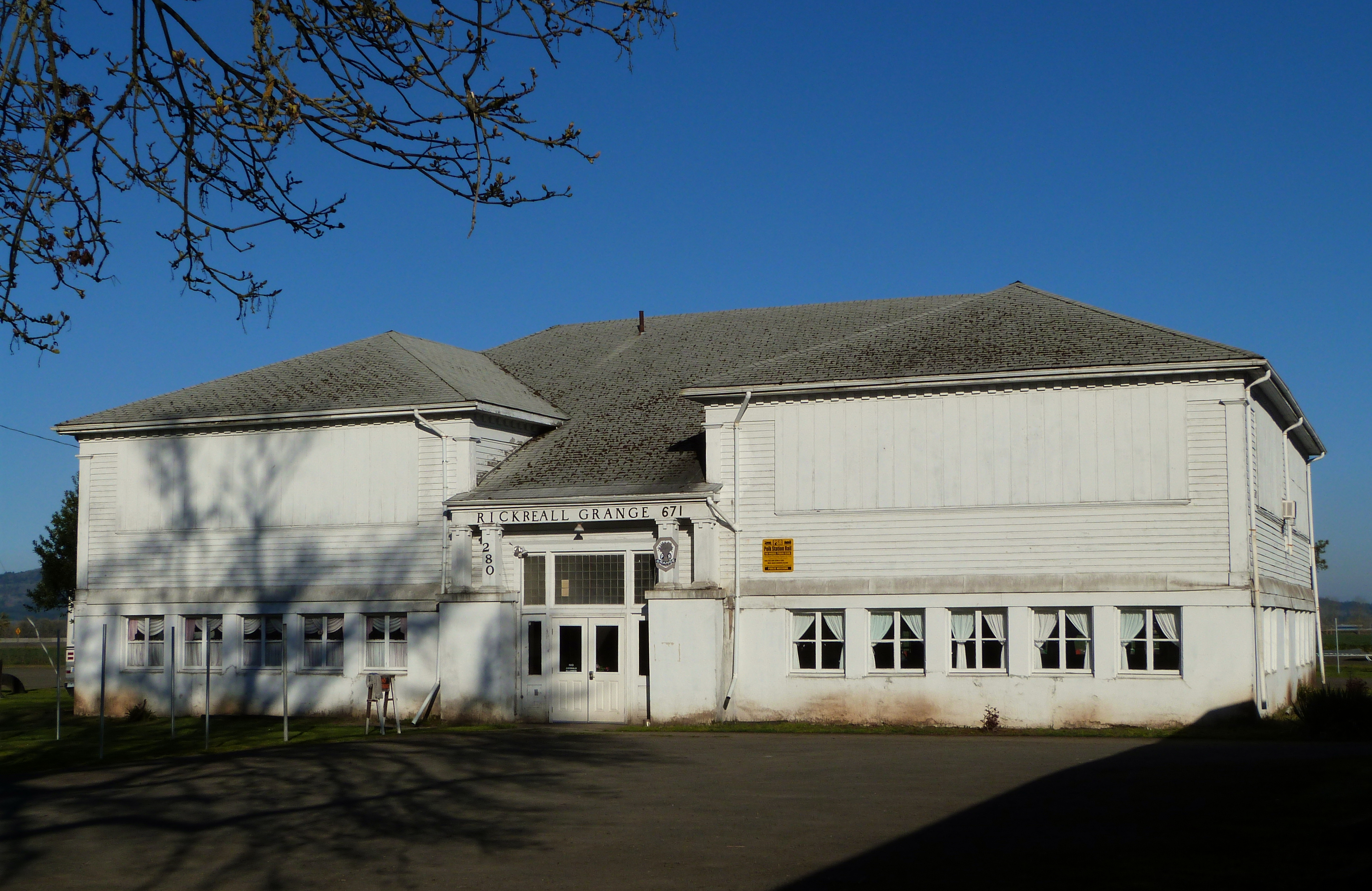
Multiarena i Rickreall

Rickreall är en ort i Polk County i den amerikanska delstaten Oregon. Rickreall är en så kallad census designated place och hade 57 invånare vid folkräkningen år 2000 på en landareal av 0,4 km². Ingen av invånarna befann sig under fattigdomsgränsen år 2000.